# Sierra de Luna (kommunhuvudort)
Sierra de Luna är en kommunhuvudort i Spanien.   Den ligger i provinsen Provincia de Zaragoza och regionen Aragonien, i den nordöstra delen av landet, 290 km nordost om huvudstaden Madrid. Sierra de Luna ligger 464 meter över havet och antalet invånare är 286.
Terrängen runt Sierra de Luna är platt åt nordost, men åt sydväst är den kuperad. Runt Sierra de Luna är det glesbefolkat, med 16 invånare per kvadratkilometer. Närmaste större samhälle är Gurrea de Gállego, 12,8 km öster om Sierra de Luna. 